# Salling Group
Pour les articles homonymes, voir Salling.
Salling Group, anciennement Dansk Supermarked, est une entreprise de grande distribution danoise. En 2007, Dansk Supermarked avait 1 171 implantations.

## Historique
De 1964 à 2014, Dansk Supermarked était détenu à près de 50 % par A.P. Møller-Mærsk. Mais au janvier 2014, Mærsk vend à The Salling Companies, 48,68 % des actions de Dansk Supermarked. Mærsk vend également à The Salling Companies 18,72 % dans la chaîne de magasins F. Salling.
En juin 2020, Tesco annonce la vente de ses activités en Pologne, soit près de 300 magasins, à Salling Group pour 165 millions de livres.

## Activités

### Enseignes actuelles
Les chaînes de magasins appartenant à Dansk Supermarked sont :
- Netto (en) : magasins de discompte
- føtex (da) : grands supermarchés (avec de nombreux articles non alimentaires)
- Bilka : hypermarchés
- Salling (en) : grands magasins

### Enseignes disparues
- A-Z : magasins de produits non alimentaires, convertis en hypermarchés Bilka en 2014
- Tøj & Sko (da) : de 1981 à 2012 ; magasins de vêtements et chaussures